# Coenotephria detritata
Coenotephria detritata är en fjärilsart som beskrevs av Otto Staudinger 1898. Coenotephria detritata ingår i släktet Coenotephria och familjen mätare. Inga underarter finns listade i Catalogue of Life.